# Instytut Psychologii Uniwersytetu Opolskiego
Instytut Psychologii Uniwersytetu Opolskiego – jednostka dydaktyczno-naukowa należąca do struktur Wydziału Nauk Społecznych Uniwersytetu Opolskiego. Instytut jest jednym z wiodących ośrodków badań psychologicznych w Polsce. Jako jeden z czterech instytutów psychologii w Polsce posiada wysoką kategorię naukową A. Dzieli się na 4 katedry. Posiada uprawnienia do nadawania tytułu zawodowego magistra. Prowadzi działalność dydaktyczną i badawczą związaną z psychologią pracy, eksperymentalną psychologią społeczną, psychologią wychowawczą i psychologią kliniczną. Instytut oferuje studia na kierunku psychologia o specjalnościach: psychologia społeczna, psychologia kliniczna oraz studia podyplomowe z zakresu psychologii wpływu społecznego oraz psychoprofilaktyki zaburzeń psychicznych. Aktualnie na instytucie kształci się blisko 700 studentów w trybie dziennym i zaocznym. Instytut uczestniczy w projektach badawczych oraz dysponuje samodzielną biblioteką instytutową. Aktualnie na instytucie kształci się studentów w trybie dziennym i zaocznym. Jego kadrę naukową tworzy 24 pracowników naukowo-dydaktycznych, w tym: 6 profesorów nadzwyczajnych ze stopniem doktora habilitowanego, 16 adiunktów ze stopniem doktora oraz 2 asystentów z tytułem zawodowym magistra. Siedzibą instytutu jest gmach przejęty w 1970 roku po I Publicznym Liceum Ogólnokształcącym im. Mikołaja Kopernika w Opolu, mieszczący się przy placu Staszica 1.

## Adres
Instytut Psychologii 

Uniwersytetu Opolskiego 

pl. Staszica 1 

45-052 Opole

## Historia
Instytut Psychologii Uniwersytetu Opolskiego powstał w drodze ewolucji Katedry Psychologii działającej w Wyższej Szkole Pedagogicznej im. Powstańców Śląskich w Opolu. Został on założony zarządzeniem rektora Stanisława Sławomira Nicieji z dnia 9 maja 1997 roku i wszedł on w skład Wydziału Historyczno-Pedagogicznego UO. Na jego pierwszego dyrektora mianowano prof. Wiesława Łukaszewskiego. Powołanie instytutu związane było bezpośrednio z uruchomieniem na uczelni jednolitych, pięcioletnich studiów magisterskich na kierunku psychologia o specjalności psychologii społecznej. zaproponowano limit 40 miejsc.
Początkowo instytut zatrudniał 22 osoby, w tym 3 profesorów zwyczajnych, 5 doktorów habilitowanych oraz 7 adiunktów. Pracownicy instytutu zapraszani byli do innych ośrodków z gościnnymi wykładami, uczestniczyli w realizacji sześciu projektów badawczych finansowanych przez KBN, realizowali jeden projekt zamawiany przez MEN, dwa indywidualne granty NATO i jeden indywidualny grant z The Resarch Support Scheme. Instytut nawiązał kontakty z uczelniami w New Hampshire w USA, Salzburgu w Austrii i Maastricht w Holandii. Poza tym w późniejszym okresie nawiązał współpracę z Uniwersytetem we Fryburgu w Niemczech i koszyckim oddziałem Słowackiej Akademii Nauk.
W kolejnych latach instytut znalazł się na pierwszym miejscu pod względem złożonych podań o przyjęcie na studia przez maturzystów.

## Władze[10]
Dyrektor:  dr hab. Romuald Derbis, prof. UO
Zastępca Dyrektora ds. Naukowych: ks. dr hab. Dariusz Krok, prof. UO
Koordynator kierunku psychologia: dr Radosław Walczak

## Poczet dyrektorów[11]
- 1997–2003: prof. dr hab. Wiesław Łukaszewski
- 2003-2005: dr Alicja Głębocka (p.o. dyrektora)
- 2005–2006: dr Anna Bronowicka (p.o. dyrektora)
- 2006–2008: dr Agnieszka Gawor
- 2008–2016: prof. dr hab. Andrzej Szmajke
- 2016–2018: dr hab. Barbara Dolińska prof.UO
- od 2018: dr hab. Romuald Derbis, prof. UO

## Kierunki kształcenia
Instytut Psychologii Uniwersytetu Opolskiego kształci studentów na jednolitych studiach magisterskich (tryb dzienny i zaoczny), trwających 5 lat, na kierunku psychologia w trybie 3 modułów:
- modułu psychologii pracy i organizacji
- modułu psychologii klinicznej
- modułu nauczyciela-psychologa  
W poprzednich latach oferowano następujące specjalizacje[13]:
- psychologia kliniczna
- psychologia społeczna  
Instytut prowadził w przeszłości również następujące studia podyplomowe[14]:

- psychoprofilaktyka zaburzeń psychicznych, diagnoza i terapia psychologiczna
- psychologia transportu

## Struktura organizacyjna
Pracownicy zakładów instytutu
Katedra Psychologii Ogólnej i Pracy
- Kierownik: dr hab. Romuald Derbis, prof. UO
- dr Grzegorz Pajestka
- dr Katarzyna Skałacka
- dr Radosław Walczak
- dr Tomasz Wirga
- dr Przemysław Zdybek
- dr Arkadiusz Jasiński
- dr Aleksander Hauziński
- mgr Jakub Filipkowski
- mgr Anna Wojtkowska

Katedra Psychologii Osobowości i Badań nad Rodziną
- Kierownik: dr hab. Barbara Mróz, prof. UO
- dr hab. Alicja Kalus, prof. UO
- dr Katarzyna Błońska
- dr Ewa Kiełek-Rataj
- mgr Wiktoria Kubiec
- mgr Aleksandra Różańska
- mgr Magdalena Raszka

Katedra Psychologii Zdrowia i Jakości Życia
- Kierownik: ks. dr hab. Dariusz Krok, prof. UO
- dr Joanna Dymecka
- dr Angelika Kleszczewska-Albińska
- dr Anna Machnik-Czerwik
- dr Monika Stawiarska-Lietzau
- dr Ewelina Wojtarkowska
- mgr Rafał Gerymski
- mgr Radosław Boczoń

Katedra Społecznej Psychologii Klinicznej
- Kierownik: dr hab. Anna Bokszczanin, prof. UO
- dr hab. Barbara Dolińska, prof. UO
- dr hab. Aleksandra Rogowska, prof. UO
- dr Anna Bronowicka
- dr Zofia Kardasz
- dr Barbara Zmaczyńska-Witek
- mgr Aleksandra Kwaśnicka

## Doktoraty honoris causa UO przyznane z inicjatywy instytutu
Instytut Psychologii UO był inicjatorem przyznania jak na razie jednej godności doktora honoris causa uczelni:
- 8 grudnia 1997: Stanisław Lem